# Kirche Lettgenbrunn

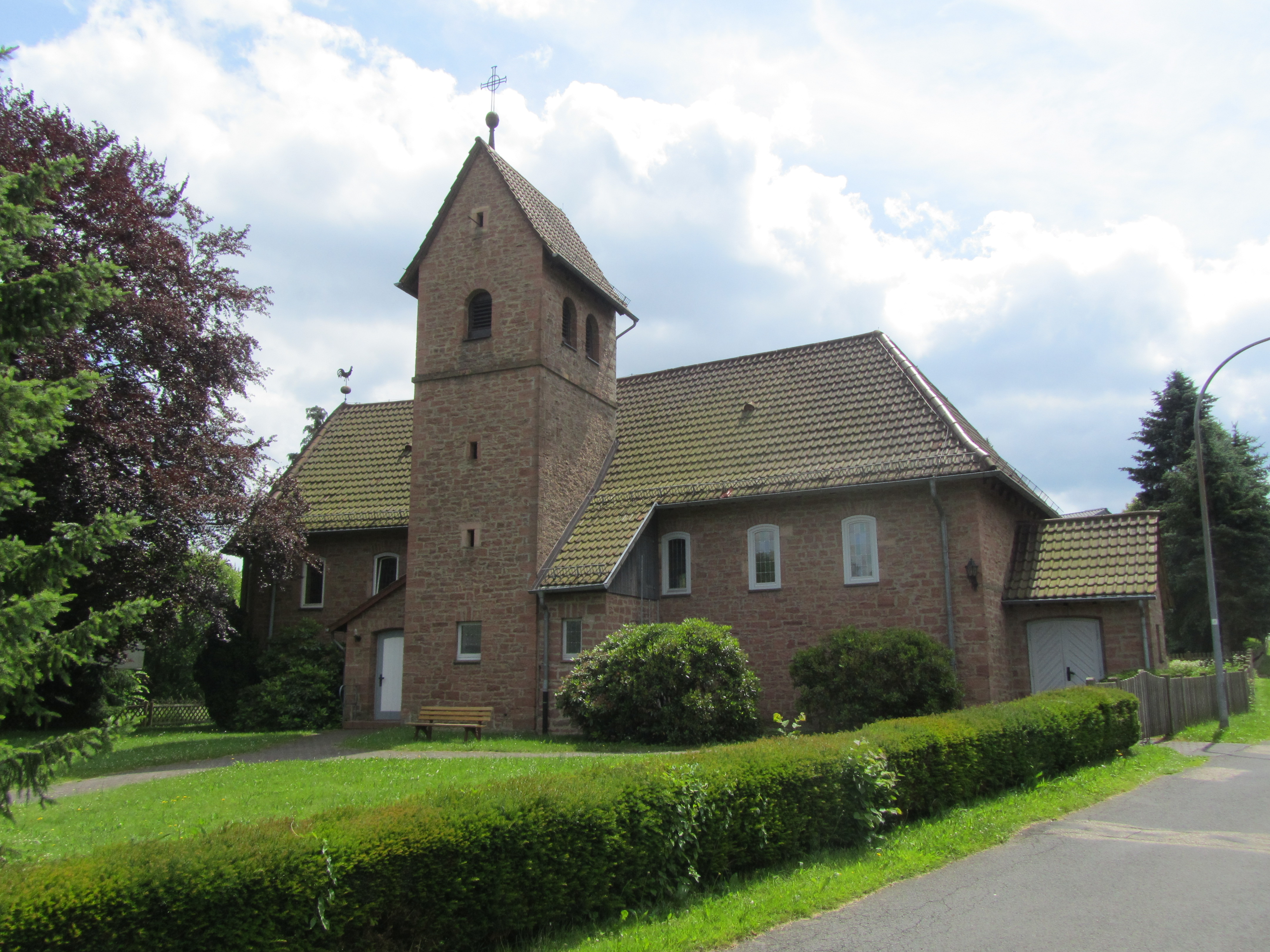
Die Kirche in Lettgenbrunn

Die Kirche Lettgenbrunn ist eine am 25. Juli 1954 eingeweihte Doppelkirche in Jossgrund-Lettgenbrunn.

## Geschichte
Lettgenbrunn wurde 1935 zum Bombenabwurf-Übungsplatz für den Fliegerhorst Gelnhausen-Rothenbergen erklärt, die Bewohner mussten den Ort verlassen. Die ursprüngliche, gotische Kirche aus dem 15. Jahrhundert, 1658 barock verändert, wurde durch die Bombenabwürfe nach 1937 völlig zerstört. Die Ausstattung (ein Hochaltar mit einer Kreuzigungsgruppe aus der Schule Tilman Riemenschneiders, ein Marienaltar sowie ein Taufstein) war zuvor ausgeräumt worden und befindet sich heute in der Kirche St. Peter in Mernes.
Nach dem Zweiten Weltkrieg besiedelten 1947 Flüchtlinge aus dem Sudetenland, Schlesien und Ostpreußen den vollkommen zerstörten Ort neu. Diese nutzten zunächst eine amerikanische Nissenhütte als Simultankirche. 1953/54 wurde die heutige Kirche als Doppelkirche errichtet. Etwa ein Drittel der Bausumme war eine Spende aus Sammlungen unter den Angehörigen des in Gelnhausen stationierten 12. Infanterie-Regiments der US-Armee. Die Dorfbewohner förderten die Bausteine aus dem dorfeigenen Buntsandsteinbruch in Eigenleistung.

## Gebäude
Das Kirchengebäude besteht aus zwei Gottesdiensträumen – einem für die evangelische, einem für die römisch-katholische Ortsgemeinde – die baulich durch einen gemeinsamen Kirchturm verbunden sind. Die Kirche wurde im Heimatstil errichtet. Die Kreuzwegtafeln im römisch-katholischen Kirchenraum stammen von August Peukert. Die katholische Kirchenhälfte ist dem Heiligen Jakobus geweiht, die evangelische nach dem Apostel Johannes benannt. Die Kirche ist ein Kulturdenkmal nach dem Hessischen Denkmalschutzgesetz.

## Gemeinden
- Die römisch-katholische Gemeinde gehört zur Pfarrgemeinde St. Martin in Bad Orb, Diözese Fulda.
- Die evangelische Gemeinde gehört zur Gemeinde Lohrhaupten im Kirchenkreis Kinzigtal der Evangelischen Kirche von Kurhessen-Waldeck.